# Palazzo della Ragione (Verona)
Il palazzo della Ragione, così chiamato in quanto ospitò a lungo gli uffici giudiziari, ma conosciuto anche come palazzo del Comune in quanto nacque come sede dell'Amministrazione cittadina, è un edificio civile situato tra piazza delle Erbe e piazza dei Signori a Verona. Di proprietà del Comune di Verona, è attualmente sede della Galleria d'arte moderna Achille Forti.

## Storia e descrizione

### Costruzione e primi eventi
Le informazioni sugli edifici che insistevano sull'area in cui oggi sorge il complesso sono piuttosto scarse e sono perlopiù dedotte dallo scavo archeologico condotto in via Dante, che ha portato alla luce, sul fianco della strada romana, le murature di una o più strutture altomedievali.
Dopo il terribile terremoto del 1117, che numerosi danni fece in città, il Comune entrò in possesso di quest'area e decise di edificarci il Palacium Communis Veronae, che sarebbe diventato uno dei primi edifici adibiti a palazzo pubblico in Italia. Una prima fase che risale al 1172 vide la costruzione della torre dei Lamberti (che se fu sopraelevata e completata nel XV secolo) mentre solo in seguito, nel 1194, fu completato il grande fabbricato destinato al governo del Comune.

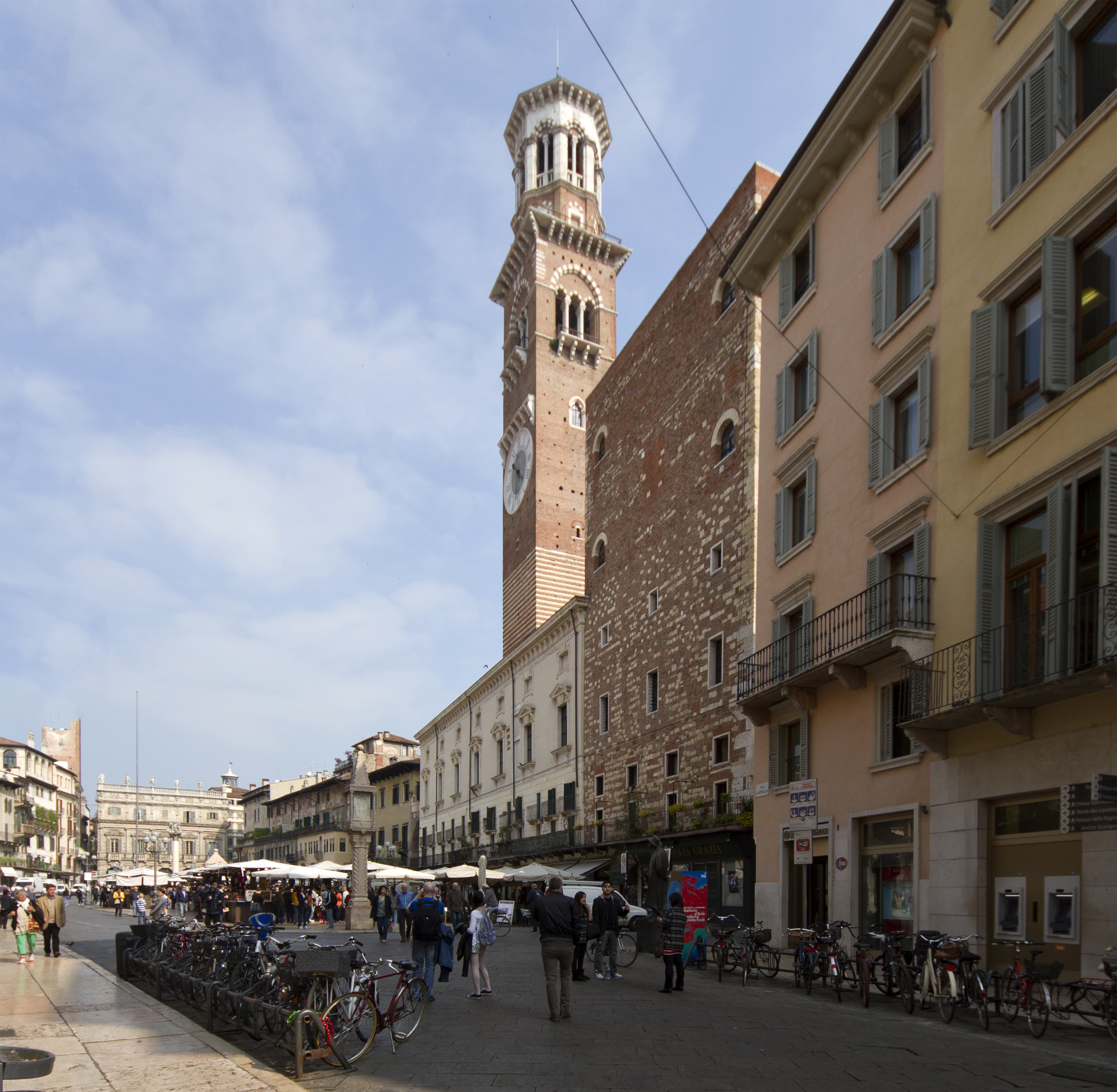
La facciata, caratterizzata dalle due torri, prospettante su piazza delle Erbe

Difficile dire, dopo le modifiche avvenute nel corso dei secoli e i pesanti restauri ottocenteschi, come si presentasse al tempo il complesso. Sicuramente il palazzo, che andò a insediarsi nell'angolo sud-est di quello che in antichità era il foro di Verona (l'attuale piazza delle Erbe), era fin dall'origine a pianta grossomodo quadrangolare con cortile centrale circondato da un monumentale porticato. Tutti gli angoli dell'edificio dovevano essere muniti di una torre: quella tra via Dante e via Cairoli, oggi non più visibile ma intuibile in planimetria, era detta "della Massaria" (o "Masseria"); una seconda, ancora esistente, si innalza tra via Cairoli e piazza delle Erbe; una terza torre, non più esistente ma i cui resti sono visibili all'interno dell'edificio, insisteva sull'angolo tra piazza dei Signori e via Dante; la quarta, non proprio in posizione angolare, è la torre dei Lamberti, che si colloca tra piazza delle Erbe e piazza dei Signori.
Già pochi anni dopo la sua costruzione, nel 1218, un incendio danneggiò gravemente il palazzo, tuttavia le riparazioni furono finanziate dal conte di Sambonifacio e completate già l'anno successivo, nel 1219. Nel 1226 l'edificio fu invece teatro di un importante evento storico: i rappresentanti di parecchie città dell'Emilia, della Lombardia, del Piemonte e del Veneto si riunirono per rinnovare la Lega Lombarda, un'alleanza di città italiane che si era costituita nel 1167 per difendersi dall'imperatore Federico Barbarossa. I rappresentanti si ritrovarono così nel palazzo l'11 aprile per redigere l'atto aggiuntivo alla convenzione della Lega, che fu rinnovata per ulteriori 25 anni.

### Epoca veneziana
Durante il governo della Repubblica di Venezia il palazzo divenne sede, oltre che del Comune, di numerose istituzioni pubbliche tra cui: dei tribunali civili e penali e delle prigioni, del Collegio dei Notai, degli uffici del dazio della seta, della Camera Fiscale, degli uffici della Sanità, dei pubblici granai e dei depositi del sale. Gli ambienti al piano terreno prospicienti piazza delle Erbe vennero invece privatizzati e i proprietari li adibirono ad abitazioni, botteghe e fondaci.

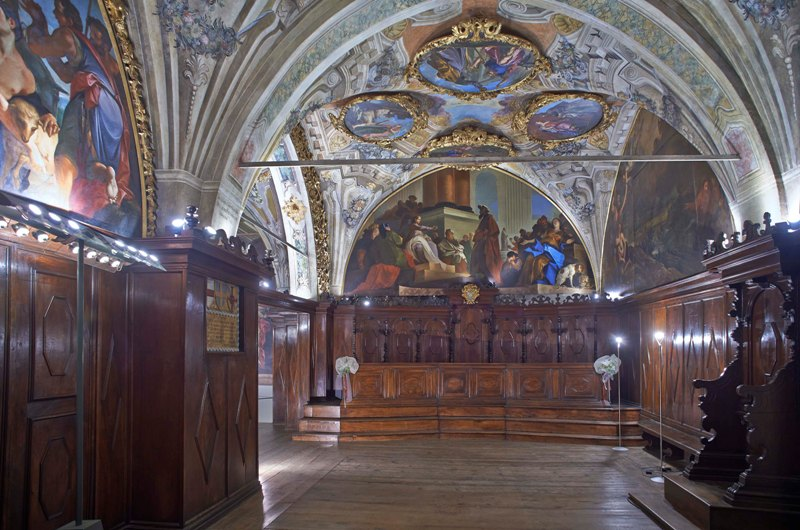
La cappella dei Notai, caratterizzata da apparati decorativi eseguiti nel XVIII secolo dai pittori veronesi Alessandro Marchesini, Giambattista Bellotti, Sante Prunati e dal francese Louis Dorigny

Tra i primi interventi di epoca veneta vi fu la realizzazione tra il 1408 e il 1419 della cappella dei Notai, dedicata ai santi Zeno e Daniele, all'interno della torre della Massaria. Per lungo tempo nel piano soprastante la cappella furono ospitate le carceri e purtroppo proprio a causa del peso di queste, nel 1650, crollarono parte dei solai, che danneggiarono anche questo ambiente: i danni furono tuttavia riparati tra il 1650 e il 1703. Ulteriori danni si ebbero nel 1723, quando un condannato a morte, trattenuto in una cella sopra la cappella, riuscì ad appiccare un incendio che distrusse la torre. La cappella riuscì a salvarsi ma questa volta si decise di mozzare la torre ricostruendo la copertura appena sopra il luogo di culto.

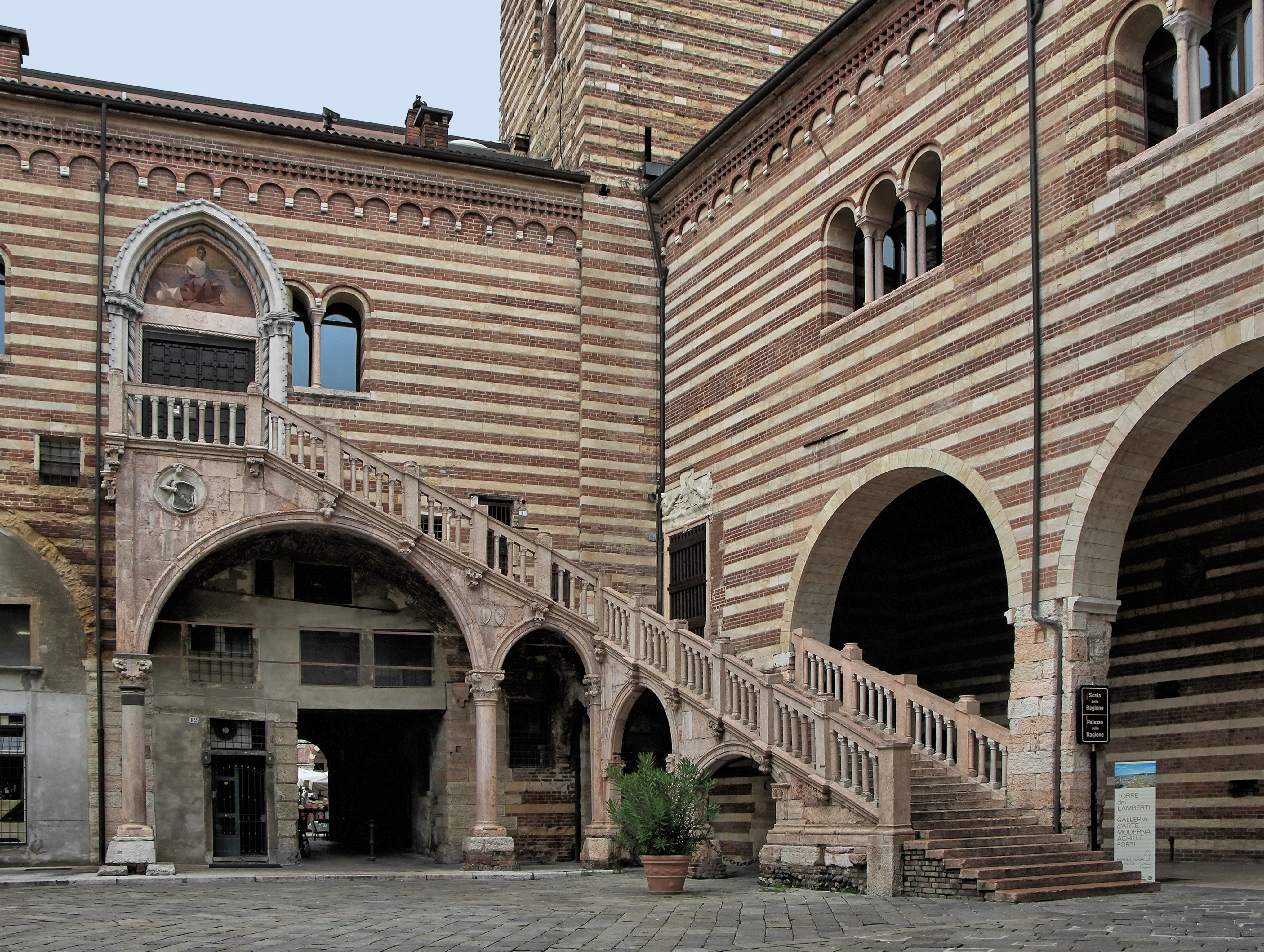
La scala della Ragione all'interno del cortile del Mercato Vecchio

Nel 1447 fu invece realizzata la scala della Ragione, sostenuta da colonne e provvista di una copertura (questa demolita durante i restauri realizzati tra il 1894 e il 1897). Si trattò di una delle prime strutture aggiunte all'architettura del cortile che, nei secoli successivi, vide la realizzazione di numerose superfetazioni su tutti i lati del porticato, come scale, balconi, corridoi pensili e loggette.
Infine nel 1492 il Consiglio cittadino si trasferì definitivamente presso la nuova loggia del Consiglio, adiacente al palazzo del Podestà, lasciando così il grande complesso ad usi diversi, anche se venne destinato in modo particolare ad ospitare gli organi giudiziari, da cui il nome con cui è ancora oggi conosciuto il palazzo.
Il 22 gennaio del 1541 il palazzo fu colpito da un grande incendio, subito dopo il quale iniziarono i lavori di ripristino che si prolungarono per tutto il corso del secolo. Inoltre la carestia e la conseguente epidemia del 1576 portarono ad un cambio della destinazione d'uso del cortile, che fu adibito a fondaco per la vendita delle farine, da cui la denominazione di "cortile del Mercato Vecchio", per non confonderlo con il nuovo mercato dei grani che si teneva in piazza Bra.

### Successive trasformazioni e restauri

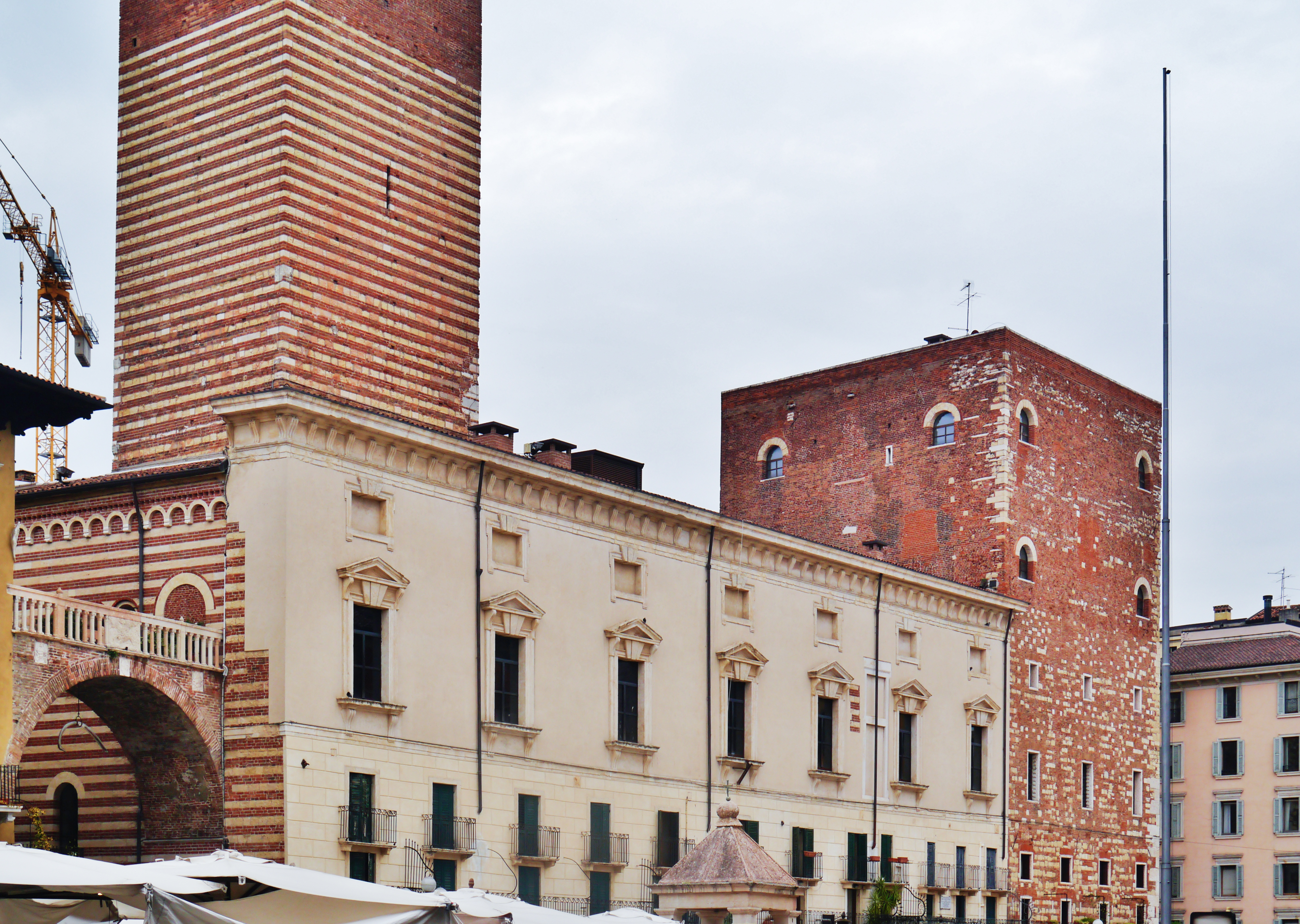
La parte di prospetto trasformata in un sobrio stile neoclassico a inizio Ottocento, su progetto di Giuseppe Barbieri

Intorno agli anni dieci dell'Ottocento fu intrapreso un importante intervento di restauro del palazzo, che riguardò in particolare l'ala prospiciente piazza delle Erbe. All'interno, al piano nobile, fu realizzato un grande ambiente per quasi tutta la lunghezza dell'ala e nel mentre furono eseguiti lavori di consolidamento che includevano il puntellamento della facciata sulla piazza e la rimozione delle prigioni che si trovavano ai piani superiori. Queste opere furono propedeutiche alla sistemazione della facciata, che fu completamente ristrutturata in stile neoclassico su progetto dell'architetto veronese Giuseppe Barbieri, che optò per una soluzione particolarmente sobria. La muratura romanica a corsi di tufo e di cotto fu completamente nascosta da una liscia stesura di intonaco, mentre le aperture precedenti furono sostituite da ampie finestre trabeate e timpanate.
Nel 1866, al momento del passaggio della città al Regno d'Italia, si trovavano nel palazzo l'Archivio notarile e le Carceri giudiziarie e, successivamente, vi furono insediati in diversi momenti anche la Cassa di Risparmio, la Questura, la Corte d'Assise, i Pompieri, la Congregazione di Carità e l'Accademia di belle arti Gian Bettino Cignaroli.
Tra il 1874 e il 1890 lo Stato cedette il palazzo al Comune con il vincolo, tuttavia, che l'Amministrazione cittadina si impegnasse nei lavori di restauro, il cui progetto fu affidato al celebre architetto Camillo Boito che si ispirò ai principi del restauro integrativo-stilistico. Nel corso dei restauri, furono rimosse le prigioni sopra la grande sala della Corte d'Assise (realizzata in quest'occasione), fu riordinato l'interno e furono aperte le antiche trifore romaniche, cui ne vennero aggiunte di nuove nello stesso stile. Inoltre, fu uniformato il paramento murario a filari di cotto e di tufo, secondo la tecnica rilevata su parti di muratura sopravvissuta alle trasformazioni precedenti, riportate alla luce con l'eliminazione dei vari strati di intonaco. I lavori si protrassero per diversi anni e nel 1877 riguardarono in particolare le due facciate esterne su via Cairoli e via Dante, mentre dal 1894 al 1897 furono restaurate le altre due facciate esterne e il cortile.

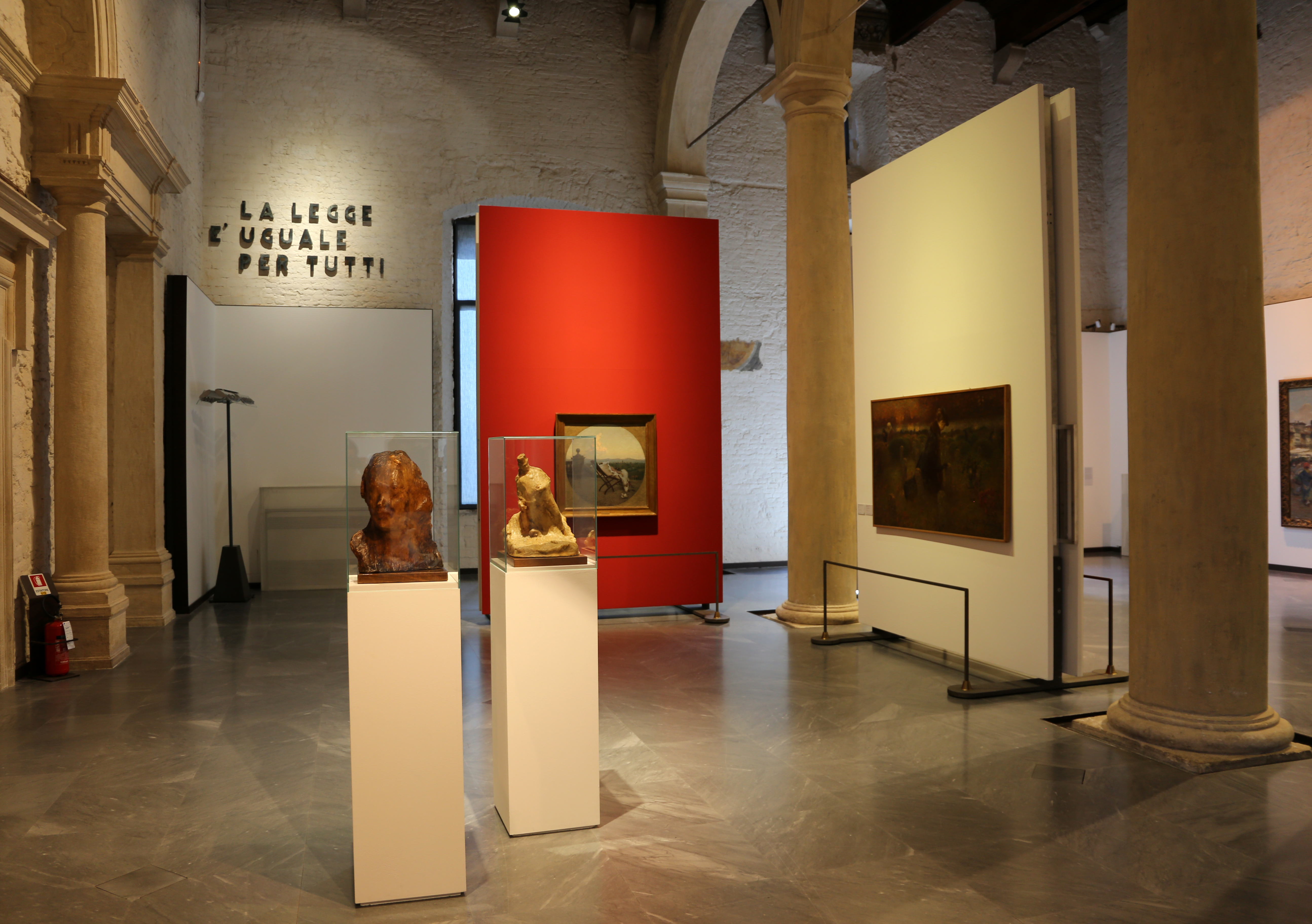
La grande sala della colonne, che ospita una parte della Galleria d'arte moderna Achille Forti

Dopo quasi vent'anni di chiusura dell'edificio a causa dello spostamento degli uffici giudiziari, nei primi anni del 2000 venne approvato il progetto di restauro a firma di Afra Bianchin e Tobia Scarpa, interamente finanziato dalla Fondazione Cariverona, che ha avuto l'obiettivo di recuperare una delle strutture storiche più importanti di Verona e restituirla alla cittadinanza. Dal 2007, al termine di lavori complessi e articolati, il palazzo della Ragione è stato inaugurato e adibito a centro espositivo polivalente. In seguito vi fu tuttavia un'ulteriore campagna di adeguamento, progettata dall'ufficio tecnico del Comune di Verona, che ha previsto l'inserimento nel percorso museale della scala della Ragione, tramite la quale si accede al piano nobile, della grande sala delle colonne, della cappella dei Notai e della torre dei Lamberti, oltre al nuovo allestimento della sala d'accesso e di accoglienza. Il nuovo percorso è stato inaugurato nella primavera del 2014 e da allora ospita la Galleria d'arte moderna Achille Forti.